# Жути свет (књига)
Жути свет: верујте у своје снове и снови ће се остварити (шп. El Mundo Amarillo) је приручник који је написао шпански сценариста, драматург, писац, глумац и филмски редитељ Алберт Еспиноса (шп. Albert Espinosa) (1974) објављена 2008. године. На српском језику књигу је објавила издавачка кућа Лагуна из Београда 2018. године, а превела према (енгл. The Yellow World) Дубравка Срећковић Дивковићи.

## О аутору
Алберт Еспиноса (5. новембар 1974) је шпански сценариста, драматург, писац, глумац и филмски редитељ, колумниста у новинама, по образовању индустријски инжењер. Када је имао 13 година дијагностикован му је остеосарком због чега му је ампутирана нога. Метастазе које су уследеле захтевале су такође и уклањање дела плућа када је имао 16 година, а потом и дела јетре са 18 година. Провео је укупно десет година у болницама, а то животно искуство послужило му је као инспирација за нека од његових позоришних и књижевних дела и филмских и телевизијских сценарија.

## О књизи
Алберт Еспиноса је своје животно искуство и борбу са болешћу коју је победио, створивши свој "жути свет", искористио да напише свој први роман Жути свет. Књига није приповест о болести и губитку већ је прича о ономе што је, аутор захваљујући болести, добио. Књига је пуна светлости и живота. „Жути свет“  који је у њој представљен је свет сунчеве светлости, радости и лепоте, свет који је сваком надохват руке, а он не само да се налази око нас већ чини и део нас. Са великом дозом хумора и ведрине говори о мучним темама јер сматра да управо не треба да буду мучне. Кроз двадесет три поглавља приповеда о својим искуствима и стеченим поукама, дајући наду и онима којима је најтеже.
Књига је пуна оптимизма, а њен мото гласи: Није тужно кад умиремо него кад не умемо да живимо.